# Friedrichshütte (Tarnowskie Góry)

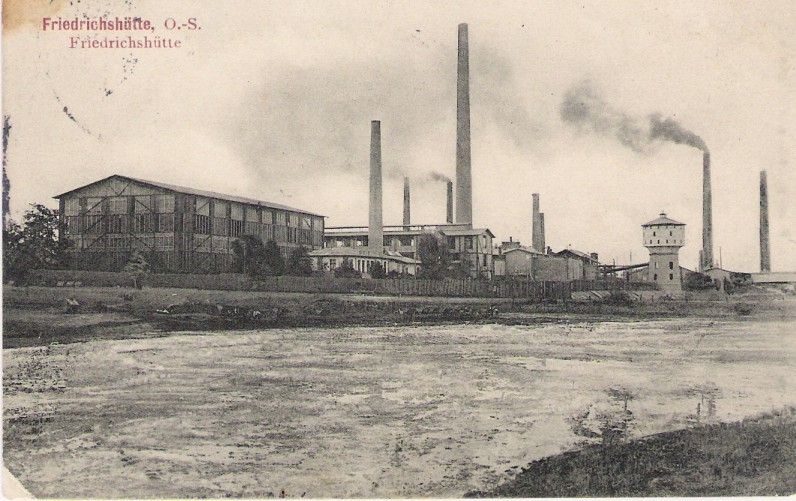
Die Friedrichshütte um 1900

Die Königliche Friedrichshütte war ein Hüttenwerk in Friedrichshütte bei Tarnowitz (heute Tarnowskie Góry) in Oberschlesien. Sie wurde im 18. Jahrhundert als ein staatliches preußisches Werk gegründet und 1933 geschlossen.

## Geschichte

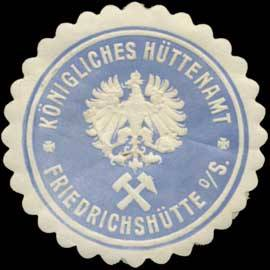
Siegelmarke des Hüttenamtes

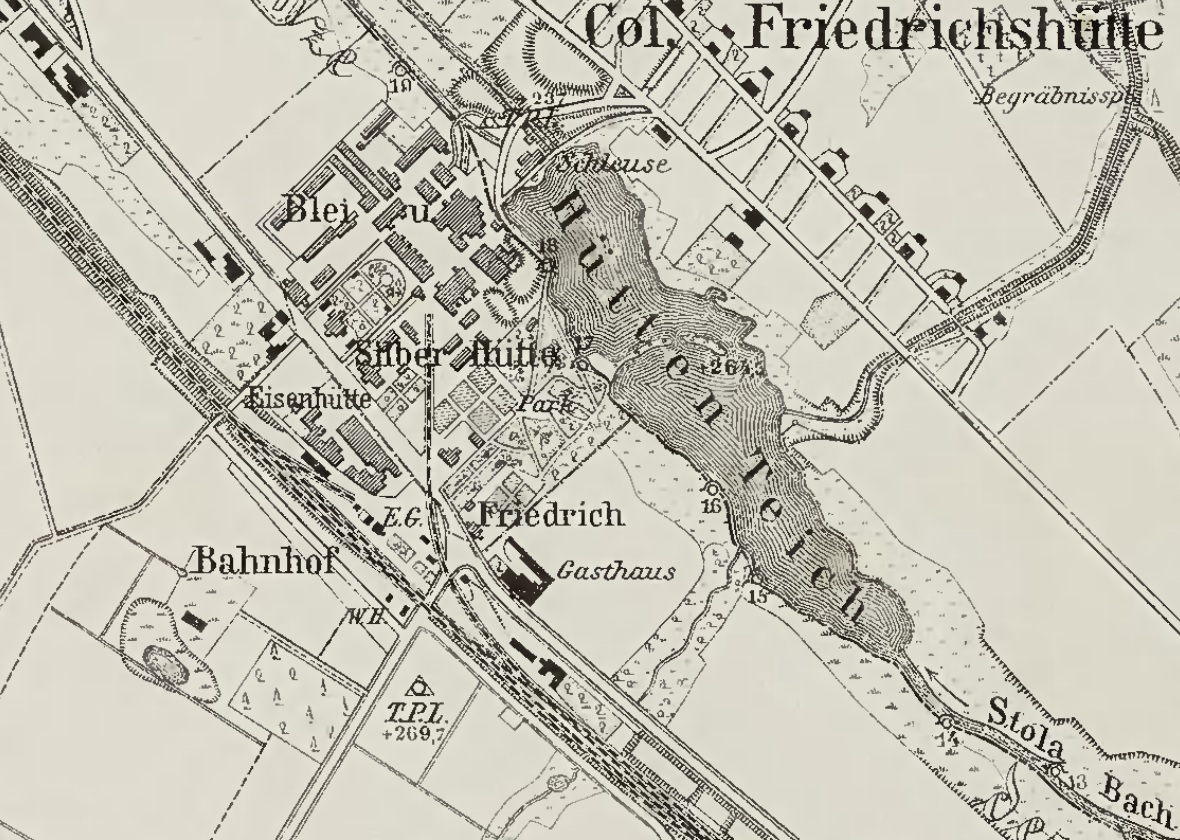
Karte der Friedrichshütte 1883

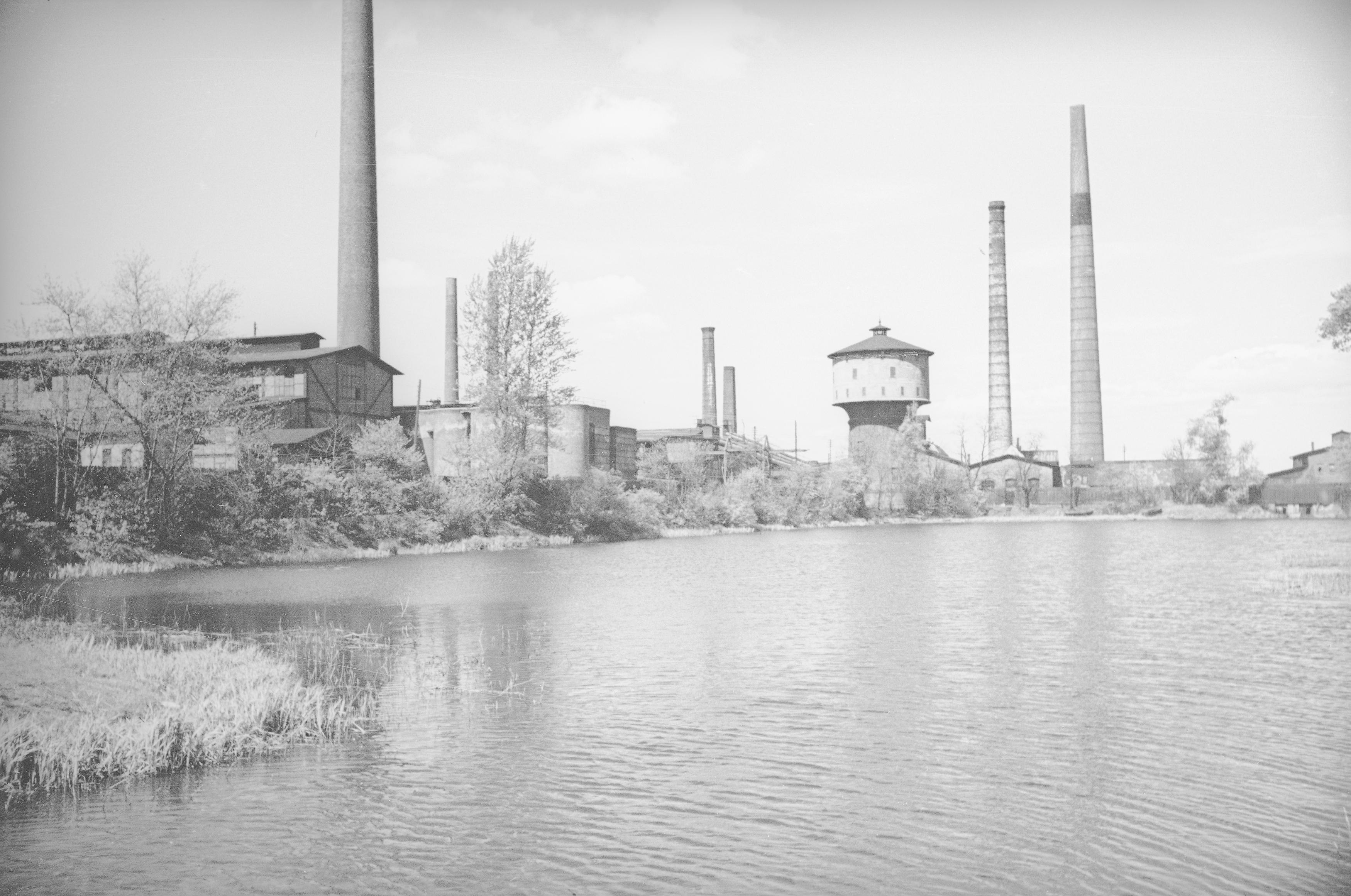
Die Friedrichshütte 1937

Als Schlesien im 18. Jahrhundert preußisch wurde, war der traditionelle Bleierzbergbau in Tarnowitz bereits seit einem Jahrhundert vollständig in Verfall geraten. Die Kriegs- und Domänenkammer zu Breslau erließ daraufhin mehrfach Aufforderungen an die Tarnowitzer Bürger den Bergbau wieder aufzunehmen, was jedoch zu keinem Erfolg führte.
Unter dem preußischen Minister Freiherr von Heinitz wurde 1778 Graf von Reden zum Berghauptmann ernannt. Reden sollte Mittel und Wege zur Wiederbelebung des Bergbaus in Tarnowitz finden und wies schließlich darauf hin, dass es notwendig wäre zunächst mit staatlichen Mitteln den Bergbau voranzutreiben, damit private Unternehmer zum Bau eigener Einrichtungen angeregt werden. Damit erweckte er das Interesse des Königs, woraufhin er mit einem Order vom 7. September 1783 den Befehl zur Ausführung der Pläne Redens erteilte. Bereits im Frühjahr 1784 wurde mit dem Grubenbetrieb durch Schaffung von Schächten begonnen. Am 16. Juli 1784 wurde im Rudolphine-Schacht bei Tarnowitz der erste reiche Bleierzfund gemacht. Die Friedrichsgrube wurde darauf in Betrieb genommen. Daraufhin entstand bald auch die Idee auf Staatskosten die Verhüttung der gewonnenen Bleierze vorzunehmen. 1786 wurde die Friedrichshütte als Schmelzhütte am Lassowitzer Wasser gegründet. Am 19. November 1786 wurde sie in den dauerhaften Betrieb genommen. Sie bestand zunächst aus zwei Hochöfen, einem Krummofen, einem Treibofen und einem Feinbrennofen. Neben dem Werk entstand eine Ortschaft, die ebenfalls Friedrichshütte genannt wurde. Später wurden auch andere Metalle in der Friedrichshütte verhüttet. 1862 wurde der Betrieb der Friedrichshütte komplett umgestellt. Statt in Flammöfen wurden die Erze von nun an in Schachtöfen verarbeitet. Zudem wurde eine neue Werkblei-Entsilberung eingeführt.
Als Oberschlesien 1922 geteilt wurde und Ostoberschlesien an Polen abgetreten wurde, kam auch die Friedrichshütte an Polen und in den Besitz des polnischen Staates. Es folgte 1923 die Umbenennung in Polska Huta Skarbowa Ołowiu i Srebra w Strzybnicy (Górny Śląsk) Spółka Dzierżawna Tarnowskie Góry SA und die Hälfte des Unternehmens kam in französischen Besitz. 1933 wurde das Hüttenwerk geschlossen. 1937 wurde das Unternehmen aufgelöst.
1946 wurden in den Gebäuden neue Industriebetriebe eingerichtet: Zakłady Metalowe Strzybnica und Zakłady Przetwórcze Strzybnica. Am 1. April 1961 entstand das Werk Zamet.